# 布特许尔卡市镇
布特许尔卡市镇（瑞典語：Botkyrka kommun）是瑞典中东部斯德哥尔摩省的一个市镇，距瑞典首都斯德哥尔摩较近。其治所为通巴镇。